# 塔维斯托克广场

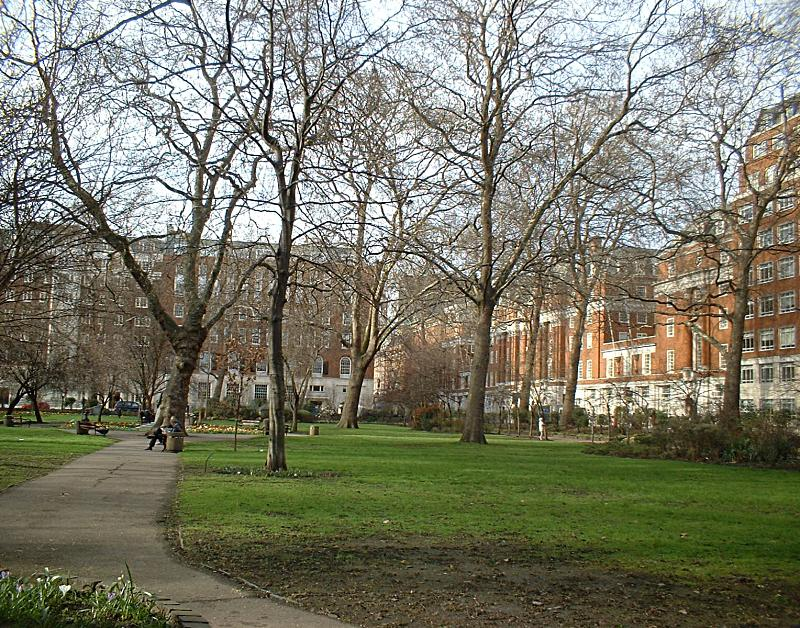
塔维斯托克广场

塔维斯托克广场（Tavistock Square）是英国伦敦卡姆登区布卢姆茨伯里的一个花园广场。

## 公共艺术

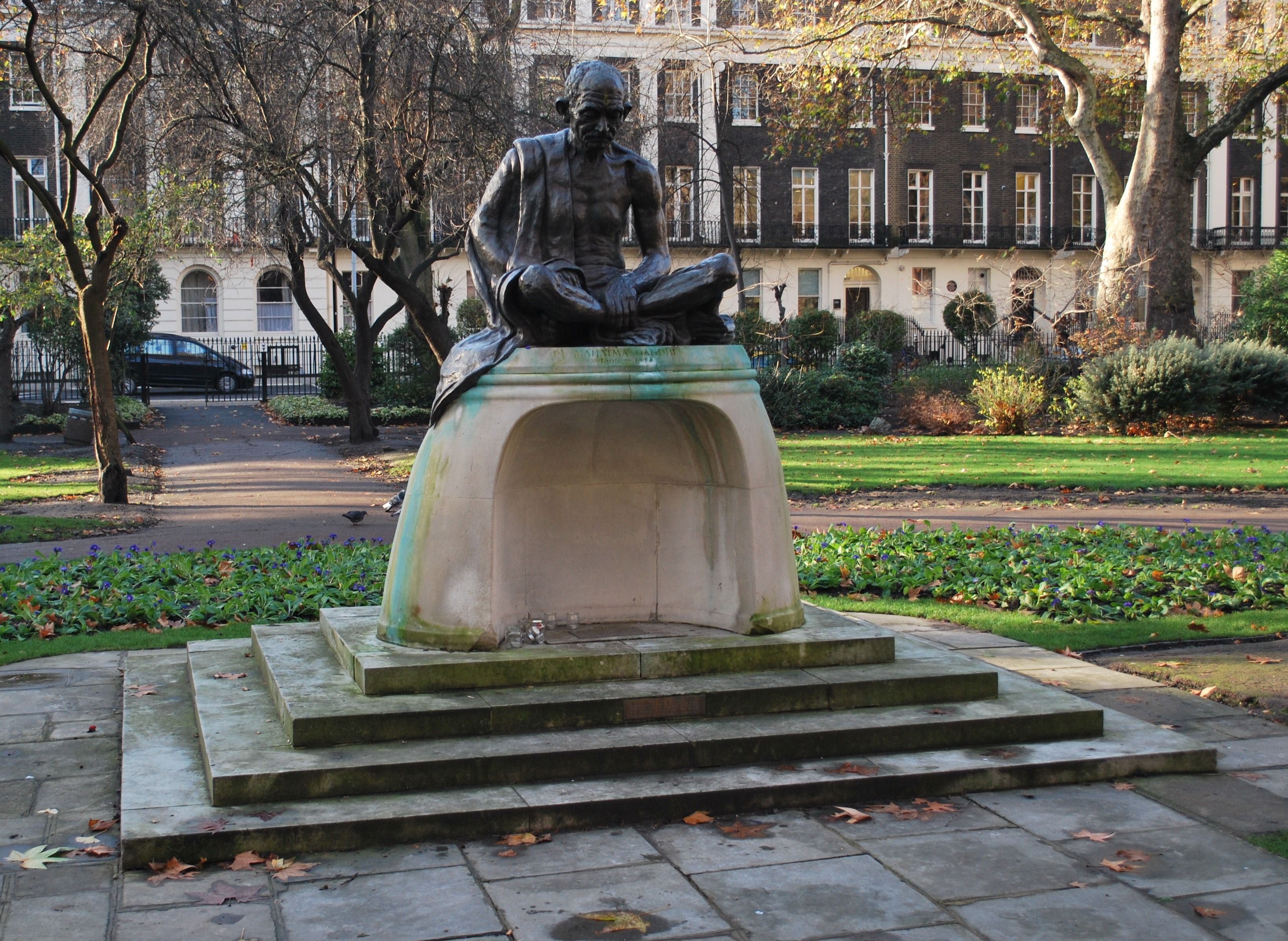
甘地雕像

花园的中心是和平活动家圣雄甘地的雕像，1968年设 基座的空心供人献花之用。
1967年，花园种植一棵樱桃树，以纪念广岛核轰炸的受害者。1995年，良心反对者纪念碑揭幕。花园内还有小说家弗吉尼亚·吴尔夫和外科医生Louisa Aldrich-Blake的半身雕像。

## 历史
塔维斯托克广场是贝德福德公爵旗下地产的一部分，得名于贝德福德公爵长子的头衔，塔维斯托克侯爵。它是在1820年代由托马斯·丘比特开发。

## 建筑
以下建筑位于塔维斯托克广场:
- BMA House，英国医学会(BMA)总部.由埃德温·鲁琴斯设计。是一个二级登录建筑。 （页面存档备份，存于）
- 沃本府，Universities UK，大学校长委员会总部
- 塔维斯托克酒店，帝国酒店的一个分店。
- 康乐堂（Connaught Hall），伦敦大学的大学宿舍，居住215名学生，是一个二级登录建筑。
- 伦敦大学高级研究学院的美国研究所
- 伦敦大学学院公共政策学院。
- Churches Together in England 伦敦办事处
- 英联邦奖学金和奖学金计划英国办事处
- 伦敦大学学院发展规划单位

## 伦敦爆炸案
塔维斯托克广场是2005年伦敦七七爆炸案的四个自杀炸弹袭击之一的案发现场。18岁的恐怖分子哈西卜·侯赛因在一辆30路双层巴士上引爆炸弹，造成13人死亡，包括侯赛因本人。事件一周年时，2006年，文化、媒体和体育部宣布塔维斯托克广场为永久国家纪念碑的地点。现有的花园的一部分布置为纪念花园，BMA设置了一个纪念日晷。